# Alfred Büchi
Alfred Büchi (Winterthur, 2 aprile 1909 – ...) è stato un ciclista su strada svizzero.
Professionista dal 1932 al 1935, vinse una sola corsa in carriera, il Tour du Lac Leman, classica del panorama svizzero degli anni trenta del XX secolo. Anche suo fratello Albert Büchi fu un ciclista professionista.

## Carriera
Passato professionista nel 1932 con la Oscar Egg, squadra in cui gareggiava anche il fratello Albert. Ottenne il suo primo risultato in una corsa in linea svizzera, la Sion-Losanna-Sion, chiusa al terzo posto e vinta proprio dal fratello, fu inoltre sesto nel campionato nazionale.
Nel 1933 corse come individuale, ottenne quella che sarà la sua unica affermazione da professionista, il Tour du Lac Leman, e fu terzo nella Nordwest-Schweizer-Rundfahrt, preceduto dal vincitore Georges Antenen ed ancora una volta dal fratello Alfred. Fu anche selezionato per il Tour de France che chiuse al ventesimo posto finale.
Nel 1934 ottenne il suo ultimo risultato di rilievo, il terzo posto nella settima ed ultima tappa del Tour de Suisse, prima del ritiro del 1935.

## Palmarès
- 1933

Tour du Lac Leman

## Piazzamenti

### Grandi Giri
- Tour de France

1932: 36º
1933: 20º

### Classiche monumento
- Milano-Sanremo

1932: 15º